# Башенколь
Башенко́ль (каз. Бәшенкөл) — село у складі Темірського району Актюбінської області Казахстану. Входить до складу Кенкіяцького сільського округу.
Населення — 53 особи (2021; 211 у 2009, 337 у 1999, 711 у 1989).